# اندرو شیم
اندرو شیم (انگلیسی: Andrew Shim؛ زادهٔ ۱۸ اوت ۱۹۸۳) هنرپیشه و مبارز هنرهای رزمی ترکیبی اهل بریتانیا است. وی از سال ۱۹۹۹ میلادی تاکنون مشغول فعالیت بوده است.
از فیلم‌ها یا برنامه‌های تلویزیونی که وی در آن نقش داشته‌است می‌توان به هوابرد، این انگلستان است، و یو.اف. او اشاره کرد.